# Roberto Brancaccio
Roberto Brancaccio (1979) è un allenatore di pallanuoto e dirigente sportivo italiano.

## Biografia
Ha giocato nell'Acquachiara fino al 2012, anno in cui si ritira ed entra nello staff tecnico della formazione napoletana, di cui nel 2016 diventerà allenatore. Dal 2017 al 2024 guida il Posillipo, mentre nel 2022 è allenatore della nazionale italiana under 19 e nel 2023 della nazionale italiana ai mondiali under 20. Dall'ottobre 2024 è direttore tecnico del Volturno. Dal luglio 2025 è coordinatore delle giovanili del C.C. Napoli.